# Li Hua
Pour les articles homonymes, voir Li.
Li Hua (chinois simplifié : 李桦) est un graveur sur bois chinois, né le 6 mars 1907 à Guangzhou, mort le 5 mai 1994.

## Biographie
Li Hua enseigne à l'école municipale d'art de Guangzhou après en être sorti diplômé en 1926. Il part en 1930 étudier au Japon. En 1947, sur l'invitation de Xu Beihong, il devient enseignant à l'École nationale d'art de Pékin, puis en 1950 à l'académie centrale des Beaux-Arts de Chine.

## Œuvre
L'écrivain Lu Xun le considère dans les années 1930 comme l'un des graveurs sur bois les plus talentueux de son époque. Son art dans la gravure sur bois est remarquable par sa maîtrise des expressions du visage et de l'anatomie humaine, caractéristiques qu'il emprunte notamment à Käthe Kollwitz. Proche de la gauche, il choisit, sous l'influence de Lu Xun, l'art de la gravure sur bois dans le but d'exprimer les souffrances humaines et les luttes politiques.
Hurle, Chine ! (吼えろ！中国) est l'une des gravures les plus fameuses de Li Hua, protestation patriotique contre les menaces d'invasion de la Chine par le Japon. L'œuvre est conservée au mémorial Lu Xun à Shanghai.

## Liste des œuvres
- Hurle, Chine !, 1935
- Réfugiés en fuite, 1944[6]